# 椎田南インターチェンジ
椎田南インターチェンジ（しいだみなみインターチェンジ）は、福岡県築上郡築上町にある東九州自動車道・椎田道路（東九州自動車道に並行する一般国道10号の自動車専用道路）のインターチェンジである。

## 概要
2014年12月13日に椎田本線料金所が廃止され、それに伴って当ICが供用を開始した。
当ICは、北九州方面のみ通行可能なハーフインターチェンジであり、豊前IC方面へは通行できない。また、当ICの供用開始に伴い椎田南IC - 中村交差点間の椎田道路は事実上椎田南ICのランプウェイとして機能するようになった。

## 歴史
- 2012年（平成24年）10月5日：東九州自動車道新設工事（椎田南IC〈仮称〉から宇佐IC〈仮称〉まで）ならびにこれに伴う市道および町道付替工事について国土交通大臣より土地収用法に基づく事業認定が公示[4][5]。
- 2014年（平成26年）
  - 4月18日：椎田南IC - 豊前IC間の一部区間で用地取得が難航していることを受けて、同区間における開通時期の努力目標が「2014年度」から「2016年春」（2015年度）へと見直される[3]。
  - 12月13日：椎田TBの廃止に伴い、椎田南ICが供用開始[1][2]。
- 2015年（平成27年）
  - 1月29日：西日本高速道路が、椎田南IC - 豊前IC間の福岡県豊前市の予定地に関し、同県収用委員会が明け渡すよう命じる裁決をしたと発表[6][7]。
  - 7月14日：椎田南IC - 豊前IC間の用地収用問題で、福岡県が行政代執行で強制収用を行った[8][9]。
  - 9月18日：福岡県が、未取得のまま残っていたミカン園の一部約0.2ヘクタールを行政代執行で強制収用[10]。これにより北九州市から宮崎市にかけた東九州道の建設に必要な用地取得が全て完了した[10]。
- 2016年（平成28年）4月24日：椎田南IC - 豊前IC間開通[11][12]。

## 周辺
- 道の駅豊前おこしかけ
- 畑冷泉
- 豊前松江駅（JR九州・日豊本線）

## 接続する道路
- 直接接続
  - 国道10号（椎田道路区間）
  - 福岡県道248号元永高瀬線

## 料金所
- ブース数：4

### 入口
- ブース数：2
  - ETC専用：1
  - 一般：1

### 出口
- ブース数：2
  - ETC専用：1
  - 一般（自動精算機）：1

## ギャラリー

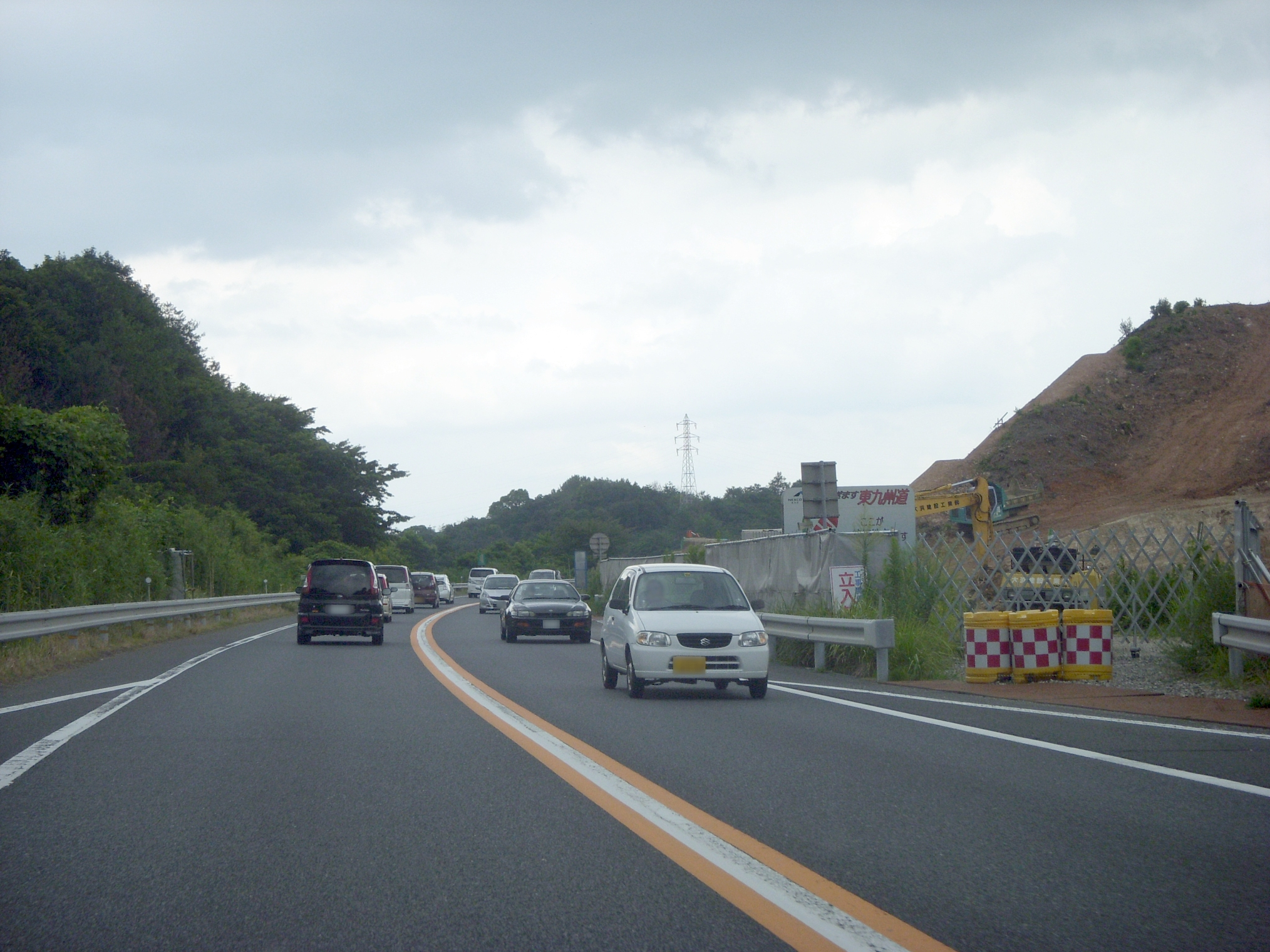
建設中の椎田南IC （2011年8月15日）

## 隣
E10 東九州自動車道（椎田道路区間を含む）
(5) 椎田IC - (6) 椎田南IC - (7) 豊前IC
※椎田南IC料金所 - 山田交差点も法定上は椎田道路の一部であるが、実質椎田南ICのランプウェイとなっている。

## 参考
- 再評価結果（平成24年度事業継続箇所） (PDF)  - 国土交通省道路局高速道路課